# Виттинген

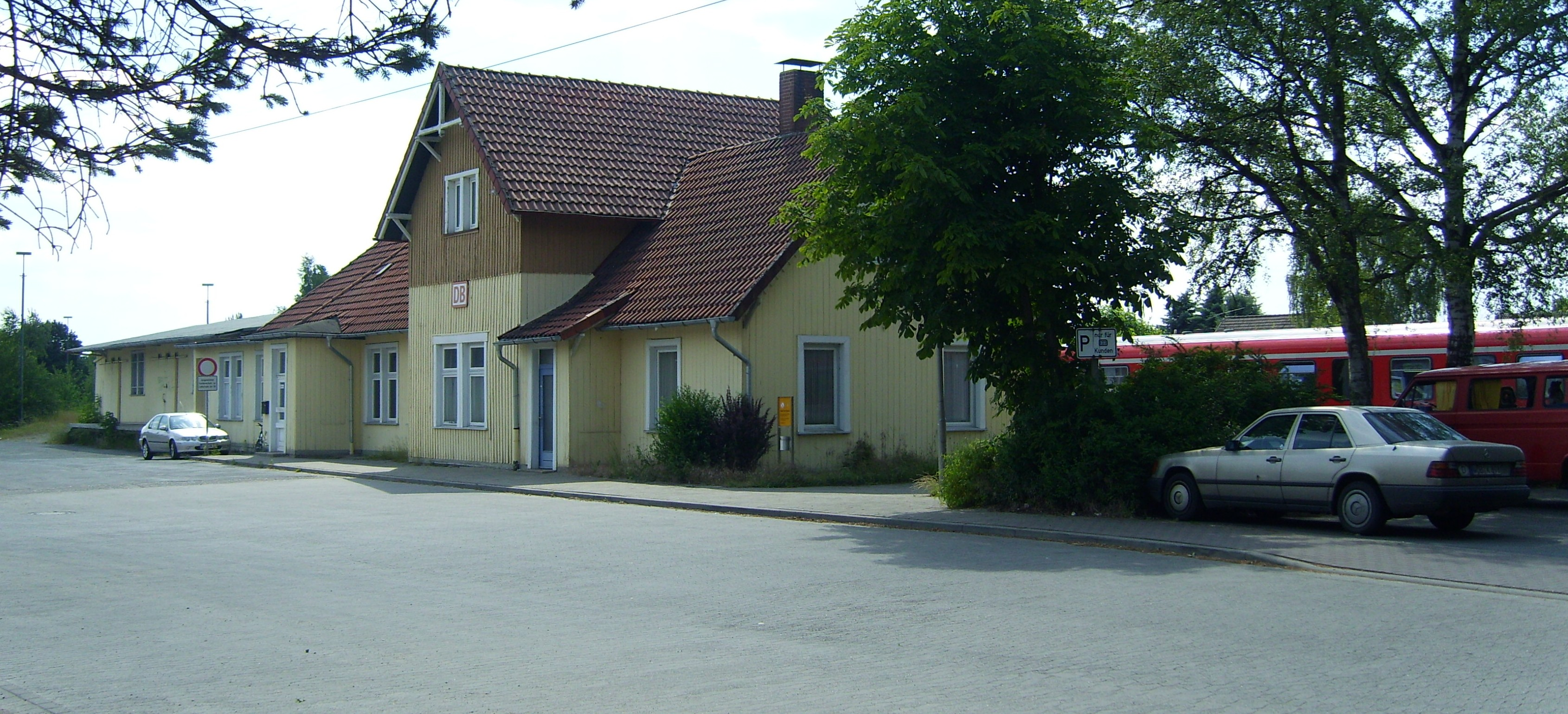
Железнодорожный вокзал в Виттингене

Виттинген (нем. Wittingen) — город в Германии, в земле Нижняя Саксония.
Входит в состав района Гифхорн. Население составляет 11 734 человека (на 31 декабря 2010 года). Занимает площадь 225,08 км². Официальный код — 03 1 51 040.
Город подразделяется на 27 городских районов.
Через город течёт река Оре.
| Год  | Население |
| ---- | --------- |
| 1990 | 11 630    |
| 1995 | 12 549    |
| 2000 | 12 408    |
| 2005 | 12 291    |
| 2010 | 11 848    |